# Liste der Stolpersteine in Bickenbach (Bergstraße)
Die Liste der Stolpersteine in Bickenbach (Bergstraße) enthält alle Stolpersteine, die im Rahmen des gleichnamigen Projekts von Gunter Demnig in Bickenbach (Bergstraße) verlegt wurden. Mit ihnen soll an Opfer des Nationalsozialismus erinnert werden, die in Bickenbach lebten und wirkten.

## Verlegte Stolpersteine
| Name             | Adresse                      | Bild | Inschrift                                                                         | Verlegedatum  | Biografie und Anmerkungen |
| ---------------- | ---------------------------- | ---- | --------------------------------------------------------------------------------- | ------------- | ------------------------- |
| Benno Wolf       | Schulstraße 5 · Bickenbach · |      | Hier wohnte Benno Wolf Jg. 1890 deportiert 1941 ermordet in Minsk                 | 10. März 2012 |                           |
| Settchen Wolf    | Schulstraße 5 · Bickenbach · |      | Hier wohnte Settchen Wolf geb. Gutjahr Jg. 1890 deportiert 1941 ermordet in Minsk | 10. März 2012 |                           |
| Berta Rosel Wolf | Schulstraße 5 · Bickenbach · |      | Hier wohnte Berta Rosel Wolf Jg. 1929 deportiert 1941 ermordet in Minsk           | 10. März 2012 |                           |